# Capon Springs Station (Virginia Occidental)
Capon Springs Station es un área no incorporada ubicada dentro del condado de Hampshire (Virginia Occidental), Estados Unidos. Está catalogada como un asentamiento humano por la Junta de Nombres Geográficos de los Estados Unidos.
El número de identificación (ID) asignado por el Servicio Geológico de Estados Unidos es 1556748.

## Geografía
Se encuentra a una altitud de 285 metros sobre el nivel del mar (935 pies) según el conjunto de datos de elevación nacional.